# Душешть (Біхор)
Душешть, Душешті (рум. Dușești) — село у повіті Біхор в Румунії. Входить до складу комуни Чейка.
Село розташоване на відстані 404 км на північний захід від Бухареста, 32 км на південний схід від Ораді, 108 км на захід від Клуж-Напоки, 140 км на північний схід від Тімішоари.

## Населення
За даними перепису населення 2002 року у селі проживали 596 осіб, з них 592 особи (99,3%) румунів. Рідною мовою 592 особи (99,3%) назвали румунську.